# Albrecht Podiebradowicz
Albrecht Podiebradowicz, czeski: Albrecht z Minstrberka lub Albrecht z Poděbrad, niem.: Albrecht I. von Münsterberg lub Albrecht von Podiebrad (ur. 3 sierpnia w 1468 r. na Kunetickiej horze, zm. 12 lipca 1511 r. w Prościejowie) – hrabia kłodzki w latach 1498-1501, książę ziębicki i oleśnicki od 1498 roku z dynastii Podiebradów.

## Życiorys

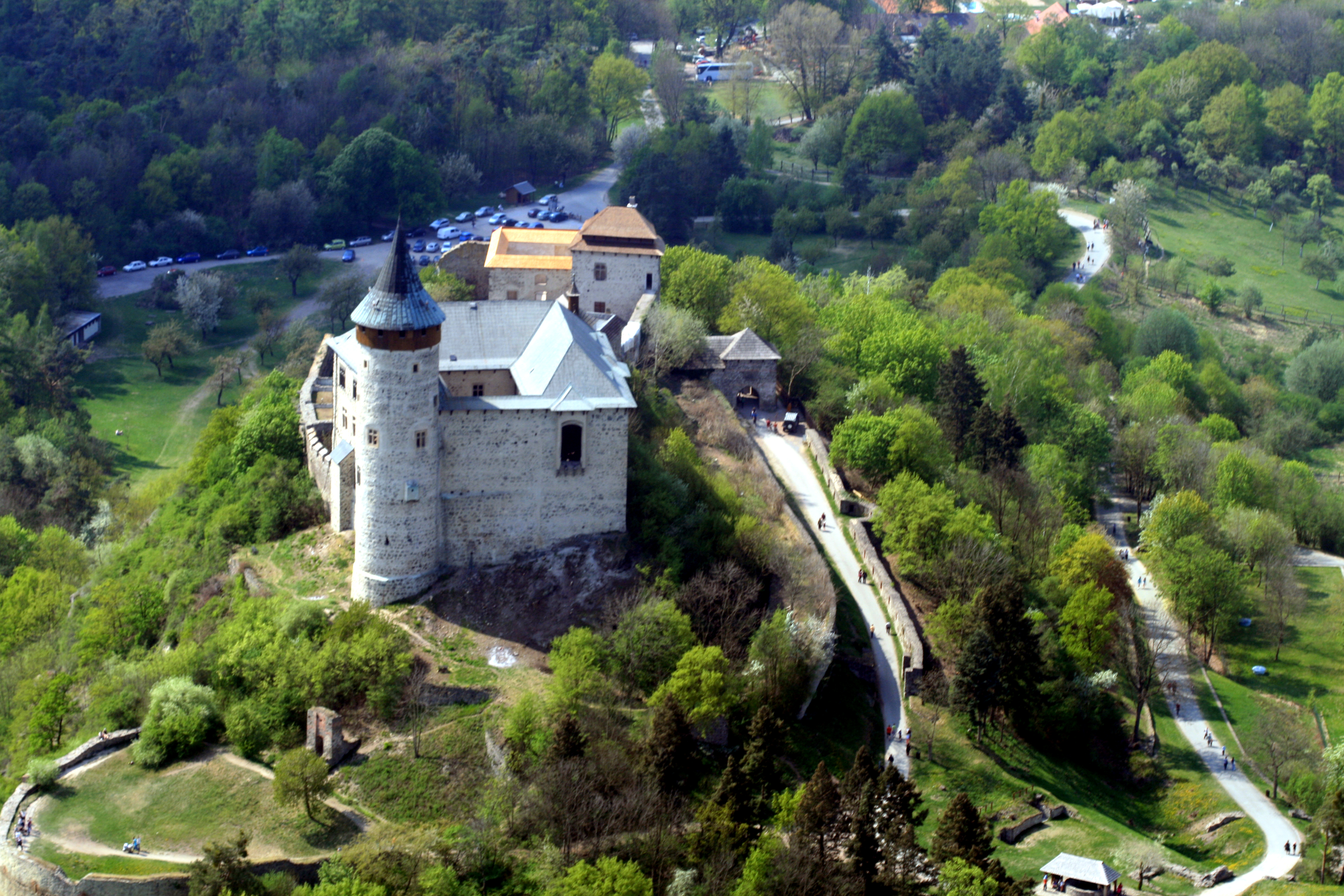
Zamek w Kunětická horze, miejsce urodzenia Albrechta

### Rodzina i pochodzenie
Albrecht urodził się w 1468 roku na zamku w Kunetickiej horze, jako najstarszy syn Henryka Starszego z Podiebradów i jego żony Urszuli Brandenburskiej, córki elektora Brandenburgii, Albrechta III Achillesa. W 1487 roku w Głogowie poślubił Salomeę, córkę Jana II Szalonego, księcia żagańskiego, z którą miał córkę Urszulę (1498-1545), żonę Jindřicha z Švihovskiego Ryzmberka.

### Panowanie
Po śmierci swojego ojca w 1498 roku razem z braćmi Karolem i Jerzym, objął władzę w księstwach: ziębickim i oleśnickim oraz hrabstwie kłodzkim. Przy czym każdy z nich urzędował w innej części tego władztwa - Albrecht w Kłodzku, Jerzy w Oleśnicy, a Karol w Ziębicach do czasu wybudowania nowego zamku w Ząbkowicach Śląskich. W tym samym roku sprowadzili oni do Lądka-Zdroju, Conrada von Bergka z Wiednia, który dokonał naukowych badań miejscowej wody i uznał ją za leczniczą. W efekcie tego bracia założyli w tej miejscowości pierwszy zakład kąpielowy o nazwie Jerzy. W tym samym czasie razem z braćmi wspierał swojego teścia w łupieniu klasztoru w Lubiążu. W 1499 roku Albrecht nadał Oleśnicy, a następnie Bierutowi przywilej warzenia i sprzedaży piwa po wsiach.
5 maja 1501 roku ze względu na kłopoty finansowe, po porozumieniu się z młodszymi braćmi za 60 tysięcy talarów sprzedał hrabstwo kłodzkie swojemu przyszłemu szwagrowi, Ulrykowi von Hardeckowi, zachowując jednocześnie dożywotnio tytuł hrabiego kłodzkiego dla siebie i wszystkich swoich potomków w męskiej linii. W tym samym roku Albrecht i jego bracia zapisali w dożywocie Wołów wraz z ziemiami, teściowi Karola Janowi II, który utracił w 1488 roku księstwo głogowskie.
Albrecht zmarł w 1511 roku w Prościejowie, a jego następcą został jego młodszy brat i współrządca Karol.